# Milão-Sanremo de 2022
A 113.ª edição da clássica ciclista Milão-Sanremo foi uma corrida de ciclismo de estrada em Itália que se celebrou a 19 de março de 2022 com início na cidade de Milão e final na cidade de San Remo sobre um percurso de 293 quilómetros.
A corrida fez parte do UCI WorldTour de 2022, sendo a sexta competição do calendário de máxima categoria mundial. É ademais o primeiro dos cinco monumentos do ciclismo da temporada. O vencedor foi o esloveno Matej Mohorič do Bahrain Victorious e esteve acompanhado no pódio pelo francês Anthony Turgis do TotalEnergies e o neerlandês Mathieu van der Poel do Alpecin-Fenix, segundo e terceiro respectivamente.

## Equipas participantes
Tomaram parte na corrida 24 equipas: 18 de categoria UCI WorldTeam e 6 de categoria UCI ProTeam. Formaram assim um pelotão de 166 ciclistas dos que acabaram 159. As equipas participantes foram:
| Equipes WorldTeam (18)- AG2R Citroën Team - Astana Qazaqstan Team - Bahrain Victorious - Bora-Hansgrohe - Cofidis - EF Education-EasyPost - Groupama-FDJ - Ineos Grenadiers - Intermarché-Wanty-Gobert Matériaux - Israel-Premier Tech - Jumbo-Visma - Lotto-Soudal - Movistar Team - Quick-Step Alpha Vinyl - BikeExchange-Jayco - Team DSM - Trek-Segafredo - UAE Team Emirates Equipes ProTeam (6)- Alpecin-Fenix - Arkéa-Samsic - Bardiani-CSF-Faizanè - Drone Hopper-Androni Giocattoli - Eolo-Kometa - TotalEnergies |
| |

## Classificação final
- A classificação finalizou da seguinte forma:[2]

| \| Classificação geral \| Classificação geral \| Classificação geral \| Classificação geral \| Classificação geral \| \| Ciclista \| Ciclista \| Equipe \| Tempo \| \| \| ------------------- \| -------------------- \| ---------------------------------- \| ------------------- \| ------------------- \| \| 1. \| Matej Mohorič \| Bahrain Victorious \| 6h27m49s \| \| \| 2. \| Anthony Turgis \| TotalEnergies \| + 2s \| \| \| 3. \| Mathieu van der Poel \| Alpecin-Fenix \| + 2s \| \| \| 4. \| Michael Matthews \| BikeExchange-Jayco \| + 2s \| \| \| 5. \| Tadej Pogačar \| UAE Team Emirates \| + 2s \| \| \| 6. \| Mads Pedersen \| Trek-Segafredo \| + 2s \| \| \| 7. \| Søren Kragh Andersen \| Team DSM \| + 2s \| \| \| 8. \| Wout van Aert \| Jumbo-Visma \| + 2s \| \| \| 9. \| Jan Tratnik \| Bahrain Victorious \| + 5s \| \| \| 10. \| Arnaud Démare \| Groupama-FDJ \| + 11s \| \| \| 11. \| Vincenzo Albanese \| Eolo-Kometa \| + 11s \| \| \| 12. \| Biniam Girmay \| Intermarché-Wanty-Gobert Matériaux \| + 11s \| \| \| 13. \| Alex Aranburu \| Movistar Team \| + 11s \| \| \| 14. \| Florian Sénéchal \| Quick-Step Alpha Vinyl \| + 11s \| \| \| 15. \| Damiano Caruso \| Bahrain Victorious \| + 11s \| \| \| 16. \| Michał Kwiatkowski \| Ineos Grenadiers \| + 11s \| \| \| 17. \| Primož Roglič \| Jumbo-Visma \| + 11s \| \| \| 18. \| Giacomo Nizzolo \| Israel-Premier Tech \| + 21s \| \| \| 19. \| Lorenzo Rota \| Intermarché-Wanty-Gobert Matériaux \| + 21s \| \| \| 20. \| Quentin Pacher \| Groupama-FDJ \| + 21s \| \| |                      |                                    |          |
| |                      |                                    |          |
| Fonte: ProCyclingStats |                      |                                    |          |
| Classificação geral |                      |                                    |          |
| Ciclista | Ciclista             | Equipe                             | Tempo    |
| 1. | Matej Mohorič        | Bahrain Victorious                 | 6h27m49s |
| 2. | Anthony Turgis       | TotalEnergies                      | + 2s     |
| 3. | Mathieu van der Poel | Alpecin-Fenix                      | + 2s     |
| 4. | Michael Matthews     | BikeExchange-Jayco                 | + 2s     |
| 5. | Tadej Pogačar        | UAE Team Emirates                  | + 2s     |
| 6. | Mads Pedersen        | Trek-Segafredo                     | + 2s     |
| 7. | Søren Kragh Andersen | Team DSM                           | + 2s     |
| 8. | Wout van Aert        | Jumbo-Visma                        | + 2s     |
| 9. | Jan Tratnik          | Bahrain Victorious                 | + 5s     |
| 10. | Arnaud Démare        | Groupama-FDJ                       | + 11s    |
| 11. | Vincenzo Albanese    | Eolo-Kometa                        | + 11s    |
| 12. | Biniam Girmay        | Intermarché-Wanty-Gobert Matériaux | + 11s    |
| 13. | Alex Aranburu        | Movistar Team                      | + 11s    |
| 14. | Florian Sénéchal     | Quick-Step Alpha Vinyl             | + 11s    |
| 15. | Damiano Caruso       | Bahrain Victorious                 | + 11s    |
| 16. | Michał Kwiatkowski   | Ineos Grenadiers                   | + 11s    |
| 17. | Primož Roglič        | Jumbo-Visma                        | + 11s    |
| 18. | Giacomo Nizzolo      | Israel-Premier Tech                | + 21s    |
| 19. | Lorenzo Rota         | Intermarché-Wanty-Gobert Matériaux | + 21s    |
| 20. | Quentin Pacher       | Groupama-FDJ                       | + 21s    |

## Ciclistas participantes e posições finais
| Trek-Segafredo TFS | Trek-Segafredo TFS           | Trek-Segafredo TFS |
| ------------------ | ---------------------------- | ------------------ |
| Num                | Ciclista                     | Pos                |
| 1                  | Mads Pedersen (DEN)          | 6.                 |
| 2                  | Gianluca Brambilla (ITA)     | 21.                |
| 3                  | Tony Gallopin (FRA)          | 139.               |
| 4                  | Alex Kirsch (LUX)            | 40.                |
| 5                  | Jacopo Mosca (ITA)           | 155.               |
| 6                  | Simon Pellaud (SUI)          | 133.               |
| 7                  | Toms Skujiņš (LAT) (estrada) | 88.                |

| AG2R Citroën Team ACT | AG2R Citroën Team ACT   | AG2R Citroën Team ACT |
| --------------------- | ----------------------- | --------------------- |
| Num                   | Ciclista                | Pos                   |
| 11                    | Greg Van Avermaet (BEL) | 35.                   |
| 12                    | Benoît Cosnefroy (FRA)  | 78.                   |
| 13                    | Bob Jungels (LUX)       | 52.                   |
| 14                    | Mikaël Cherel (FRA)     | 119.                  |
| 15                    | Gijs Van Hoecke (BEL)   | 134.                  |
| 16                    | Andrea Vendrame (ITA)   | 30.                   |
| 17                    | Larry Warbasse (USA)    | 79.                   |

| Alpecin-Fenix AFC | Alpecin-Fenix AFC          | Alpecin-Fenix AFC |
| ----------------- | -------------------------- | ----------------- |
| Num               | Ciclista                   | Pos               |
| 21                | Mathieu van der Poel (NED) | 3.                |
| 22                | Silvan Dillier (SUI)       | 102.              |
| 23                | Michael Gogl (AUT)         | 112.              |
| 24                | Stefano Oldani (ITA)       | 43.               |
| 25                | Jasper Philipsen (BEL)     | 66.               |
| 26                | Kristian Sbaragli (ITA)    | 39.               |
| 27                | Robert Stannard (AUS)      | NP                |

| Astana Qazaqstan Team AST | Astana Qazaqstan Team AST | Astana Qazaqstan Team AST |
| ------------------------- | ------------------------- | ------------------------- |
| Num                       | Ciclista                  | Pos                       |
| 31                        | Gianni Moscon (ITA)       | 101.                      |
| 32                        | Manuele Boaro (ITA)       | 73.                       |
| 33                        | Fabio Felline (ITA)       | 47.                       |
| 34                        | Leonardo Basso (ITA)      | 126.                      |
| 35                        | Yevgeniy Gidich (KAZ)     | 94.                       |
| 36                        | Davide Martinelli (ITA)   | 137.                      |
| 37                        | Artiom Zakharov (KAZ)     | 117.                      |

| Bahrain Victorious TBV | Bahrain Victorious TBV        | Bahrain Victorious TBV |
| ---------------------- | ----------------------------- | ---------------------- |
| Num                    | Ciclista                      | Pos                    |
| 41                     | Phil Bauhaus (GER)            | 136.                   |
| 42                     | Damiano Caruso (ITA)          | 15.                    |
| 43                     | Jonathan Milan (ITA)          | 115.                   |
| 44                     | Matej Mohorič (SLO) (estrada) | 1.                     |
| 45                     | Jasha Sütterlin (GER)         | 70.                    |
| 46                     | Jan Tratnik (SLO)             | 9.                     |
| 47                     | Yukiya Arashiro (JPN)         | 111.                   |

| Bardiani CSF Faizanè BCF | Bardiani CSF Faizanè BCF | Bardiani CSF Faizanè BCF |
| ------------------------ | ------------------------ | ------------------------ |
| Num                      | Ciclista                 | Pos                      |
| 51                       | Sacha Modolo (ITA)       | 106.                     |
| 52                       | Luca Covili (ITA)        | 82.                      |
| 53                       | Filippo Fiorelli (ITA)   | 29.                      |
| 54                       | Davide Gabburo (ITA)     | 96.                      |
| 55                       | Omar El Gouzi (ITA)      | 120.                     |
| 56                       | Alessandro Tonelli (ITA) | 67.                      |
| 57                       | Filippo Zana (ITA)       | 98.                      |

| Bora-Hansgrohe BOH | Bora-Hansgrohe BOH          | Bora-Hansgrohe BOH |
| ------------------ | --------------------------- | ------------------ |
| Num                | Ciclista                    | Pos                |
| 62                 | Giovanni Aleotti (ITA)      | 105.               |
| 63                 | Cesare Benedetti (POL)      | 54.                |
| 64                 | Marco Haller (AUT)          | 50.                |
| 65                 | Ryan Mullen (IRL) (estrada) | 143.               |
| 66                 | Ide Schelling (NED)         | DNF                |
| 67                 | Danny van Poppel (NED)      | 141.               |

| Cofidis COF | Cofidis COF               | Cofidis COF |
| ----------- | ------------------------- | ----------- |
| Num         | Ciclista                  | Pos         |
| 71          | Bryan Coquard (FRA)       | 37.         |
| 72          | Davide Cimolai (ITA)      | 157.        |
| 73          | Simone Consonni (ITA)     | 28.         |
| 74          | Simon Geschke (GER)       | 32.         |
| 75          | Pierre-Luc Périchon (FRA) | 109.        |
| 76          | Szymon Sajnok (POL)       | 129.        |
| 77          | Davide Villella (ITA)     | 110.        |

| Drone Hopper-Androni Giocattoli DRA | Drone Hopper-Androni Giocattoli DRA | Drone Hopper-Androni Giocattoli DRA |
| ----------------------------------- | ----------------------------------- | ----------------------------------- |
| Num                                 | Ciclista                            | Pos                                 |
| 81                                  | Didier Merchán (COL)                | DNF                                 |
| 82                                  | Eduard-Michael Grosu (ROU)          | 156.                                |
| 83                                  | Umberto Marengo (ITA)               | 153.                                |
| 84                                  | Jhonatan Restrepo (COL)             | 59.                                 |
| 85                                  | Filippo Tagliani (ITA)              | 152.                                |
| 86                                  | Edoardo Zardini (ITA)               | 113.                                |
| 87                                  | Ricardo Zurita (ESP)                | 142.                                |

| EF Education-EasyPost EFE | EF Education-EasyPost EFE | EF Education-EasyPost EFE |
| ------------------------- | ------------------------- | ------------------------- |
| Num                       | Ciclista                  | Pos                       |
| 91                        | Alberto Bettiol (ITA)     | 131.                      |
| 92                        | Owain Doull (GBR)         | 36.                       |
| 93                        | Michael Valgren (DEN)     | 25.                       |
| 94                        | Jonas Rutsch (GER)        | 87.                       |
| 95                        | Tom Scully (NZL)          | 132.                      |
| 96                        | James Shaw (GBR)          | 135.                      |
| 97                        | Julius van den Berg (NED) | 147.                      |

| Eolo-Kometa EOK | Eolo-Kometa EOK           | Eolo-Kometa EOK |
| --------------- | ------------------------- | --------------- |
| Num             | Ciclista                  | Pos             |
| 101             | Vincenzo Albanese (ITA)   | 11.             |
| 102             | Davide Bais (ITA)         | 97.             |
| 103             | Francesco Gavazzi (ITA)   | 44.             |
| 104             | Mirco Maestri (ITA)       | 84.             |
| 105             | Samuele Rivi (ITA)        | 74.             |
| 106             | Diego Rosa (ITA)          | 46.             |
| 107             | Diego Pablo Sevilla (ESP) | 65.             |

| Groupama-FDJ GFC | Groupama-FDJ GFC                    | Groupama-FDJ GFC |
| ---------------- | ----------------------------------- | ---------------- |
| Num              | Ciclista                            | Pos              |
| 111              | Arnaud Démare (FRA)                 | 10.              |
| 112              | Kevin Geniets (LUX) (estrada)       | 107.             |
| 113              | Quentin Pacher (FRA)                | 20.              |
| 114              | Ignatas Konovalovas (LTU) (estrada) | DNF              |
| 115              | Anthony Roux (FRA)                  | 128.             |
| 116              | Miles Scotson (AUS)                 | 149.             |
| 117              | Clément Davy (FRA)                  | 150.             |

| Ineos Grenadiers IGD | Ineos Grenadiers IGD      | Ineos Grenadiers IGD |
| -------------------- | ------------------------- | -------------------- |
| Num                  | Ciclista                  | Pos                  |
| 121                  | Michał Kwiatkowski (POL)  | 16.                  |
| 122                  | Filippo Ganna (ITA)       | 51.                  |
| 123                  | Ethan Hayter (GBR)        | 56.                  |
| 124                  | Thomas Pidcock (GBR)      | DNF                  |
| 125                  | Luke Rowe (GBR)           | 85.                  |
| 126                  | Ben Swift (GBR) (estrada) | 108.                 |
| 127                  | Elia Viviani (ITA)        | 116.                 |

| Intermarché-Wanty-Gobert Matériaux IWG | Intermarché-Wanty-Gobert Matériaux IWG | Intermarché-Wanty-Gobert Matériaux IWG |
| -------------------------------------- | -------------------------------------- | -------------------------------------- |
| Num                                    | Ciclista                               | Pos                                    |
| 131                                    | Alexander Kristoff (NOR)               | 26.                                    |
| 132                                    | Biniam Girmay (ERI)                    | 12.                                    |
| 133                                    | Andrea Pasqualon (ITA)                 | 91.                                    |
| 134                                    | Lorenzo Rota (ITA)                     | 19.                                    |
| 135                                    | Rein Taaramäe (EST)                    | 140.                                   |
| 136                                    | Loïc Vliegen (BEL)                     | 93.                                    |
| 137                                    | Simone Petilli (ITA)                   | 69.                                    |

| Israel-Premier Tech IPT | Israel-Premier Tech IPT  | Israel-Premier Tech IPT |
| ----------------------- | ------------------------ | ----------------------- |
| Num                     | Ciclista                 | Pos                     |
| 141                     | Giacomo Nizzolo (ITA)    | 18.                     |
| 142                     | Matthias Brändle (AUT)   | 83.                     |
| 143                     | Alexander Cataford (CAN) | 95.                     |
| 144                     | Alex Dowsett (GBR)       | 80.                     |
| 145                     | Omer Goldstein (ISR)     | 48.                     |
| 146                     | Krists Neilands (LAT)    | 21.                     |
| 147                     | Rick Zabel (GER)         | 71.                     |

| Jumbo-Visma TJV | Jumbo-Visma TJV               | Jumbo-Visma TJV |
| --------------- | ----------------------------- | --------------- |
| Num             | Ciclista                      | Pos             |
| 151             | Wout van Aert (BEL) (estrada) | 8.              |
| 152             | Edoardo Affini (ITA)          | 154.            |
| 153             | Christophe Laporte (FRA)      | 22.             |
| 154             | Primož Roglič (SLO)           | 17.             |
| 155             | Tosh Van der Sande (BEL)      | 99.             |
| 156             | Jos van Emden (NED)           | 158.            |
| 157             | Nathan Van Hooydonck (BEL)    | 58.             |

| Lotto-Soudal LTS | Lotto-Soudal LTS         | Lotto-Soudal LTS |
| ---------------- | ------------------------ | ---------------- |
| Num              | Ciclista                 | Pos              |
| 162              | Filippo Conca (ITA)      | 145.             |
| 163              | Frederik Frison (BEL)    | 90.              |
| 164              | Philippe Gilbert (BEL)   | 144.             |
| 165              | Roger Kluge (GER)        | DNF              |
| 166              | Maxim Van Gils (BEL)     | 34.              |
| 167              | Florian Vermeersch (BEL) | 125.             |

| Movistar Team MOV | Movistar Team MOV               | Movistar Team MOV |
| ----------------- | ------------------------------- | ----------------- |
| Num               | Ciclista                        | Pos               |
| 171               | Alex Aranburu (ESP)             | 13.               |
| 172               | William Barta (USA)             | 61.               |
| 173               | Iñigo Elosegui (ESP)            | 100.              |
| 174               | Iván García Cortina (ESP)       | 23.               |
| 175               | Abner González (PUR)            | 45.               |
| 176               | Max Kanter (GER)                | 103.              |
| 177               | Gonzalo Serrano Rodríguez (ESP) | 41.               |

| Quick-Step Alpha Vinyl QST | Quick-Step Alpha Vinyl QST   | Quick-Step Alpha Vinyl QST |
| -------------------------- | ---------------------------- | -------------------------- |
| Num                        | Ciclista                     | Pos                        |
| 181                        | Fabio Jakobsen (NED)         | 86.                        |
| 182                        | Andrea Bagioli (ITA)         | 60.                        |
| 183                        | Rémi Cavagna (FRA) (estrada) | 127.                       |
| 184                        | Mattia Cattaneo (ITA)        | 104.                       |
| 185                        | Mikkel Honoré (DEN)          | 38.                        |
| 186                        | Florian Sénéchal (FRA)       | 14.                        |
| 187                        | Zdeněk Štybar (CZE)          | 68.                        |

| Arkéa-Samsic ARK | Arkéa-Samsic ARK     | Arkéa-Samsic ARK |
| ---------------- | -------------------- | ---------------- |
| Num              | Ciclista             | Pos              |
| 191              | Nacer Bouhanni (FRA) | 27.              |
| 192              | Maxime Bouet (FRA)   | 64.              |
| 193              | Romain Hardy (FRA)   | 151.             |
| 194              | Kévin Ledanois (FRA) | 121.             |
| 195              | Laurent Pichon (FRA) | 76.              |
| 196              | Clément Russo (FRA)  | 75.              |
| 197              | Connor Swift (GBR)   | 77.              |

| BikeExchange-Jayco BEX | BikeExchange-Jayco BEX    | BikeExchange-Jayco BEX |
| ---------------------- | ------------------------- | ---------------------- |
| Num                    | Ciclista                  | Pos                    |
| 201                    | Michael Matthews (AUS)    | 4.                     |
| 202                    | Lawson Craddock (USA)     | 124.                   |
| 203                    | Luke Durbridge (AUS)      | 55.                    |
| 204                    | Alexander Edmondson (AUS) | 123.                   |
| 205                    | Alexander Konychev (ITA)  | 114.                   |
| 206                    | Cameron Meyer (AUS)       | 148.                   |
| 207                    | Luka Mezgec (SLO)         | 33.                    |

| Team DSM DSM | Team DSM DSM               | Team DSM DSM |
| ------------ | -------------------------- | ------------ |
| Num          | Ciclista                   | Pos          |
| 211          | Chris Hamilton (AUS)       | 62.          |
| 212          | Romain Combaud (FRA)       | 122.         |
| 213          | Søren Kragh Andersen (DEN) | 7.           |
| 214          | Andreas Leknessund (NOR)   | 53.          |
| 215          | Joris Nieuwenhuis (NED)    | 63.          |
| 216          | Martijn Tusveld (NED)      | 130.         |
| 217          | Kevin Vermaerke (USA)      | 159.         |

| TotalEnergies TEN | TotalEnergies TEN           | TotalEnergies TEN |
| ----------------- | --------------------------- | ----------------- |
| Num               | Ciclista                    | Pos               |
| 221               | Peter Sagan (SVK) (estrada) | 92.               |
| 222               | Edvald Boasson Hagen (NOR)  | 81.               |
| 223               | Maciej Bodnar (POL)         | 146.              |
| 224               | Niccolò Bonifazio (ITA)     | 49.               |
| 225               | Daniel Oss (ITA)            | 42.               |
| 226               | Julien Simon (FRA)          | 138.              |
| 227               | Anthony Turgis (FRA)        | 2.                |

| UAE Team Emirates UAD | UAE Team Emirates UAD | UAE Team Emirates UAD |
| --------------------- | --------------------- | --------------------- |
| Num                   | Ciclista              | Pos                   |
| 231                   | Tadej Pogačar (SLO)   | 5.                    |
| 232                   | Alessandro Covi (ITA) | 72.                   |
| 233                   | Davide Formolo (ITA)  | DNF                   |
| 234                   | Ryan Gibbons (RSA)    | 89.                   |
| 235                   | Jan Polanc (SLO)      | 57.                   |
| 236                   | Oliviero Troia (ITA)  | 118.                  |
| 237                   | Diego Ulissi (ITA)    | 24.                   |

| Trek-Segafredo TFS | Trek-Segafredo TFS           | Trek-Segafredo TFS |
| ------------------ | ---------------------------- | ------------------ |
| Num                | Ciclista                     | Pos                |
| 1                  | Mads Pedersen (DEN)          | 6.                 |
| 2                  | Gianluca Brambilla (ITA)     | 21.                |
| 3                  | Tony Gallopin (FRA)          | 139.               |
| 4                  | Alex Kirsch (LUX)            | 40.                |
| 5                  | Jacopo Mosca (ITA)           | 155.               |
| 6                  | Simon Pellaud (SUI)          | 133.               |
| 7                  | Toms Skujiņš (LAT) (estrada) | 88.                |

| AG2R Citroën Team ACT | AG2R Citroën Team ACT   | AG2R Citroën Team ACT |
| --------------------- | ----------------------- | --------------------- |
| Num                   | Ciclista                | Pos                   |
| 11                    | Greg Van Avermaet (BEL) | 35.                   |
| 12                    | Benoît Cosnefroy (FRA)  | 78.                   |
| 13                    | Bob Jungels (LUX)       | 52.                   |
| 14                    | Mikaël Cherel (FRA)     | 119.                  |
| 15                    | Gijs Van Hoecke (BEL)   | 134.                  |
| 16                    | Andrea Vendrame (ITA)   | 30.                   |
| 17                    | Larry Warbasse (USA)    | 79.                   |

| Alpecin-Fenix AFC | Alpecin-Fenix AFC          | Alpecin-Fenix AFC |
| ----------------- | -------------------------- | ----------------- |
| Num               | Ciclista                   | Pos               |
| 21                | Mathieu van der Poel (NED) | 3.                |
| 22                | Silvan Dillier (SUI)       | 102.              |
| 23                | Michael Gogl (AUT)         | 112.              |
| 24                | Stefano Oldani (ITA)       | 43.               |
| 25                | Jasper Philipsen (BEL)     | 66.               |
| 26                | Kristian Sbaragli (ITA)    | 39.               |
| 27                | Robert Stannard (AUS)      | NP                |

| Astana Qazaqstan Team AST | Astana Qazaqstan Team AST | Astana Qazaqstan Team AST |
| ------------------------- | ------------------------- | ------------------------- |
| Num                       | Ciclista                  | Pos                       |
| 31                        | Gianni Moscon (ITA)       | 101.                      |
| 32                        | Manuele Boaro (ITA)       | 73.                       |
| 33                        | Fabio Felline (ITA)       | 47.                       |
| 34                        | Leonardo Basso (ITA)      | 126.                      |
| 35                        | Yevgeniy Gidich (KAZ)     | 94.                       |
| 36                        | Davide Martinelli (ITA)   | 137.                      |
| 37                        | Artiom Zakharov (KAZ)     | 117.                      |

| Bahrain Victorious TBV | Bahrain Victorious TBV        | Bahrain Victorious TBV |
| ---------------------- | ----------------------------- | ---------------------- |
| Num                    | Ciclista                      | Pos                    |
| 41                     | Phil Bauhaus (GER)            | 136.                   |
| 42                     | Damiano Caruso (ITA)          | 15.                    |
| 43                     | Jonathan Milan (ITA)          | 115.                   |
| 44                     | Matej Mohorič (SLO) (estrada) | 1.                     |
| 45                     | Jasha Sütterlin (GER)         | 70.                    |
| 46                     | Jan Tratnik (SLO)             | 9.                     |
| 47                     | Yukiya Arashiro (JPN)         | 111.                   |

| Bardiani CSF Faizanè BCF | Bardiani CSF Faizanè BCF | Bardiani CSF Faizanè BCF |
| ------------------------ | ------------------------ | ------------------------ |
| Num                      | Ciclista                 | Pos                      |
| 51                       | Sacha Modolo (ITA)       | 106.                     |
| 52                       | Luca Covili (ITA)        | 82.                      |
| 53                       | Filippo Fiorelli (ITA)   | 29.                      |
| 54                       | Davide Gabburo (ITA)     | 96.                      |
| 55                       | Omar El Gouzi (ITA)      | 120.                     |
| 56                       | Alessandro Tonelli (ITA) | 67.                      |
| 57                       | Filippo Zana (ITA)       | 98.                      |

| Bora-Hansgrohe BOH | Bora-Hansgrohe BOH          | Bora-Hansgrohe BOH |
| ------------------ | --------------------------- | ------------------ |
| Num                | Ciclista                    | Pos                |
| 62                 | Giovanni Aleotti (ITA)      | 105.               |
| 63                 | Cesare Benedetti (POL)      | 54.                |
| 64                 | Marco Haller (AUT)          | 50.                |
| 65                 | Ryan Mullen (IRL) (estrada) | 143.               |
| 66                 | Ide Schelling (NED)         | DNF                |
| 67                 | Danny van Poppel (NED)      | 141.               |

| Cofidis COF | Cofidis COF               | Cofidis COF |
| ----------- | ------------------------- | ----------- |
| Num         | Ciclista                  | Pos         |
| 71          | Bryan Coquard (FRA)       | 37.         |
| 72          | Davide Cimolai (ITA)      | 157.        |
| 73          | Simone Consonni (ITA)     | 28.         |
| 74          | Simon Geschke (GER)       | 32.         |
| 75          | Pierre-Luc Périchon (FRA) | 109.        |
| 76          | Szymon Sajnok (POL)       | 129.        |
| 77          | Davide Villella (ITA)     | 110.        |

| Drone Hopper-Androni Giocattoli DRA | Drone Hopper-Androni Giocattoli DRA | Drone Hopper-Androni Giocattoli DRA |
| ----------------------------------- | ----------------------------------- | ----------------------------------- |
| Num                                 | Ciclista                            | Pos                                 |
| 81                                  | Didier Merchán (COL)                | DNF                                 |
| 82                                  | Eduard-Michael Grosu (ROU)          | 156.                                |
| 83                                  | Umberto Marengo (ITA)               | 153.                                |
| 84                                  | Jhonatan Restrepo (COL)             | 59.                                 |
| 85                                  | Filippo Tagliani (ITA)              | 152.                                |
| 86                                  | Edoardo Zardini (ITA)               | 113.                                |
| 87                                  | Ricardo Zurita (ESP)                | 142.                                |

| EF Education-EasyPost EFE | EF Education-EasyPost EFE | EF Education-EasyPost EFE |
| ------------------------- | ------------------------- | ------------------------- |
| Num                       | Ciclista                  | Pos                       |
| 91                        | Alberto Bettiol (ITA)     | 131.                      |
| 92                        | Owain Doull (GBR)         | 36.                       |
| 93                        | Michael Valgren (DEN)     | 25.                       |
| 94                        | Jonas Rutsch (GER)        | 87.                       |
| 95                        | Tom Scully (NZL)          | 132.                      |
| 96                        | James Shaw (GBR)          | 135.                      |
| 97                        | Julius van den Berg (NED) | 147.                      |

| Eolo-Kometa EOK | Eolo-Kometa EOK           | Eolo-Kometa EOK |
| --------------- | ------------------------- | --------------- |
| Num             | Ciclista                  | Pos             |
| 101             | Vincenzo Albanese (ITA)   | 11.             |
| 102             | Davide Bais (ITA)         | 97.             |
| 103             | Francesco Gavazzi (ITA)   | 44.             |
| 104             | Mirco Maestri (ITA)       | 84.             |
| 105             | Samuele Rivi (ITA)        | 74.             |
| 106             | Diego Rosa (ITA)          | 46.             |
| 107             | Diego Pablo Sevilla (ESP) | 65.             |

| Groupama-FDJ GFC | Groupama-FDJ GFC                    | Groupama-FDJ GFC |
| ---------------- | ----------------------------------- | ---------------- |
| Num              | Ciclista                            | Pos              |
| 111              | Arnaud Démare (FRA)                 | 10.              |
| 112              | Kevin Geniets (LUX) (estrada)       | 107.             |
| 113              | Quentin Pacher (FRA)                | 20.              |
| 114              | Ignatas Konovalovas (LTU) (estrada) | DNF              |
| 115              | Anthony Roux (FRA)                  | 128.             |
| 116              | Miles Scotson (AUS)                 | 149.             |
| 117              | Clément Davy (FRA)                  | 150.             |

| Ineos Grenadiers IGD | Ineos Grenadiers IGD      | Ineos Grenadiers IGD |
| -------------------- | ------------------------- | -------------------- |
| Num                  | Ciclista                  | Pos                  |
| 121                  | Michał Kwiatkowski (POL)  | 16.                  |
| 122                  | Filippo Ganna (ITA)       | 51.                  |
| 123                  | Ethan Hayter (GBR)        | 56.                  |
| 124                  | Thomas Pidcock (GBR)      | DNF                  |
| 125                  | Luke Rowe (GBR)           | 85.                  |
| 126                  | Ben Swift (GBR) (estrada) | 108.                 |
| 127                  | Elia Viviani (ITA)        | 116.                 |

| Intermarché-Wanty-Gobert Matériaux IWG | Intermarché-Wanty-Gobert Matériaux IWG | Intermarché-Wanty-Gobert Matériaux IWG |
| -------------------------------------- | -------------------------------------- | -------------------------------------- |
| Num                                    | Ciclista                               | Pos                                    |
| 131                                    | Alexander Kristoff (NOR)               | 26.                                    |
| 132                                    | Biniam Girmay (ERI)                    | 12.                                    |
| 133                                    | Andrea Pasqualon (ITA)                 | 91.                                    |
| 134                                    | Lorenzo Rota (ITA)                     | 19.                                    |
| 135                                    | Rein Taaramäe (EST)                    | 140.                                   |
| 136                                    | Loïc Vliegen (BEL)                     | 93.                                    |
| 137                                    | Simone Petilli (ITA)                   | 69.                                    |

| Israel-Premier Tech IPT | Israel-Premier Tech IPT  | Israel-Premier Tech IPT |
| ----------------------- | ------------------------ | ----------------------- |
| Num                     | Ciclista                 | Pos                     |
| 141                     | Giacomo Nizzolo (ITA)    | 18.                     |
| 142                     | Matthias Brändle (AUT)   | 83.                     |
| 143                     | Alexander Cataford (CAN) | 95.                     |
| 144                     | Alex Dowsett (GBR)       | 80.                     |
| 145                     | Omer Goldstein (ISR)     | 48.                     |
| 146                     | Krists Neilands (LAT)    | 21.                     |
| 147                     | Rick Zabel (GER)         | 71.                     |

| Jumbo-Visma TJV | Jumbo-Visma TJV               | Jumbo-Visma TJV |
| --------------- | ----------------------------- | --------------- |
| Num             | Ciclista                      | Pos             |
| 151             | Wout van Aert (BEL) (estrada) | 8.              |
| 152             | Edoardo Affini (ITA)          | 154.            |
| 153             | Christophe Laporte (FRA)      | 22.             |
| 154             | Primož Roglič (SLO)           | 17.             |
| 155             | Tosh Van der Sande (BEL)      | 99.             |
| 156             | Jos van Emden (NED)           | 158.            |
| 157             | Nathan Van Hooydonck (BEL)    | 58.             |

| Lotto-Soudal LTS | Lotto-Soudal LTS         | Lotto-Soudal LTS |
| ---------------- | ------------------------ | ---------------- |
| Num              | Ciclista                 | Pos              |
| 162              | Filippo Conca (ITA)      | 145.             |
| 163              | Frederik Frison (BEL)    | 90.              |
| 164              | Philippe Gilbert (BEL)   | 144.             |
| 165              | Roger Kluge (GER)        | DNF              |
| 166              | Maxim Van Gils (BEL)     | 34.              |
| 167              | Florian Vermeersch (BEL) | 125.             |

| Movistar Team MOV | Movistar Team MOV               | Movistar Team MOV |
| ----------------- | ------------------------------- | ----------------- |
| Num               | Ciclista                        | Pos               |
| 171               | Alex Aranburu (ESP)             | 13.               |
| 172               | William Barta (USA)             | 61.               |
| 173               | Iñigo Elosegui (ESP)            | 100.              |
| 174               | Iván García Cortina (ESP)       | 23.               |
| 175               | Abner González (PUR)            | 45.               |
| 176               | Max Kanter (GER)                | 103.              |
| 177               | Gonzalo Serrano Rodríguez (ESP) | 41.               |

| Quick-Step Alpha Vinyl QST | Quick-Step Alpha Vinyl QST   | Quick-Step Alpha Vinyl QST |
| -------------------------- | ---------------------------- | -------------------------- |
| Num                        | Ciclista                     | Pos                        |
| 181                        | Fabio Jakobsen (NED)         | 86.                        |
| 182                        | Andrea Bagioli (ITA)         | 60.                        |
| 183                        | Rémi Cavagna (FRA) (estrada) | 127.                       |
| 184                        | Mattia Cattaneo (ITA)        | 104.                       |
| 185                        | Mikkel Honoré (DEN)          | 38.                        |
| 186                        | Florian Sénéchal (FRA)       | 14.                        |
| 187                        | Zdeněk Štybar (CZE)          | 68.                        |

| Arkéa-Samsic ARK | Arkéa-Samsic ARK     | Arkéa-Samsic ARK |
| ---------------- | -------------------- | ---------------- |
| Num              | Ciclista             | Pos              |
| 191              | Nacer Bouhanni (FRA) | 27.              |
| 192              | Maxime Bouet (FRA)   | 64.              |
| 193              | Romain Hardy (FRA)   | 151.             |
| 194              | Kévin Ledanois (FRA) | 121.             |
| 195              | Laurent Pichon (FRA) | 76.              |
| 196              | Clément Russo (FRA)  | 75.              |
| 197              | Connor Swift (GBR)   | 77.              |

| BikeExchange-Jayco BEX | BikeExchange-Jayco BEX    | BikeExchange-Jayco BEX |
| ---------------------- | ------------------------- | ---------------------- |
| Num                    | Ciclista                  | Pos                    |
| 201                    | Michael Matthews (AUS)    | 4.                     |
| 202                    | Lawson Craddock (USA)     | 124.                   |
| 203                    | Luke Durbridge (AUS)      | 55.                    |
| 204                    | Alexander Edmondson (AUS) | 123.                   |
| 205                    | Alexander Konychev (ITA)  | 114.                   |
| 206                    | Cameron Meyer (AUS)       | 148.                   |
| 207                    | Luka Mezgec (SLO)         | 33.                    |

| Team DSM DSM | Team DSM DSM               | Team DSM DSM |
| ------------ | -------------------------- | ------------ |
| Num          | Ciclista                   | Pos          |
| 211          | Chris Hamilton (AUS)       | 62.          |
| 212          | Romain Combaud (FRA)       | 122.         |
| 213          | Søren Kragh Andersen (DEN) | 7.           |
| 214          | Andreas Leknessund (NOR)   | 53.          |
| 215          | Joris Nieuwenhuis (NED)    | 63.          |
| 216          | Martijn Tusveld (NED)      | 130.         |
| 217          | Kevin Vermaerke (USA)      | 159.         |

| TotalEnergies TEN | TotalEnergies TEN           | TotalEnergies TEN |
| ----------------- | --------------------------- | ----------------- |
| Num               | Ciclista                    | Pos               |
| 221               | Peter Sagan (SVK) (estrada) | 92.               |
| 222               | Edvald Boasson Hagen (NOR)  | 81.               |
| 223               | Maciej Bodnar (POL)         | 146.              |
| 224               | Niccolò Bonifazio (ITA)     | 49.               |
| 225               | Daniel Oss (ITA)            | 42.               |
| 226               | Julien Simon (FRA)          | 138.              |
| 227               | Anthony Turgis (FRA)        | 2.                |

| UAE Team Emirates UAD | UAE Team Emirates UAD | UAE Team Emirates UAD |
| --------------------- | --------------------- | --------------------- |
| Num                   | Ciclista              | Pos                   |
| 231                   | Tadej Pogačar (SLO)   | 5.                    |
| 232                   | Alessandro Covi (ITA) | 72.                   |
| 233                   | Davide Formolo (ITA)  | DNF                   |
| 234                   | Ryan Gibbons (RSA)    | 89.                   |
| 235                   | Jan Polanc (SLO)      | 57.                   |
| 236                   | Oliviero Troia (ITA)  | 118.                  |
| 237                   | Diego Ulissi (ITA)    | 24.                   |

Convenções:
- AB: Abandono
- FLT: Retiro por chegada fora do limite de tempo
- NTS: Não tomou a saída
- DES: Desclassificado ou expulsado

## UCI World Ranking
A Milão-Sanremo outorgou pontos para o UCI World Ranking para corredores das equipas nas categorias UCI WorldTeam, UCI ProTeam e Continental. As seguintes tabelas são o barómetro de pontuação e os dez corredores que obtiveram mais pontos:
| Posição   | 1.º | 2.º | 3.º | 4.º | 5.º | 6.º | 7.º | 8.º | 9.º | 10.º | 11.º | 12.º | 13.º | 14.º | 15.º | 16.º-20.º | 21.º-30.º | 31.º-50.º | 51.º-55.º | 56.º-60.º |
| Pontuação | 500 | 400 | 325 | 275 | 225 | 175 | 150 | 125 | 100 | 85   | 70   | 60   | 50   | 40   | 35   | 30        | 20        | 10        | 5         | 3         |

| Classificação |                      |                    |        |
| Posição       | Ciclista             | Equipa             | Pontos |
| ------------- | -------------------- | ------------------ | ------ |
| 1.º           | Matej Mohorič        | Bahrain Victorious | 500    |
| 2.º           | Anthony Turgis       | TotalEnergies      | 400    |
| 3.º           | Mathieu van der Poel | Alpecin-Fenix      | 325    |
| 4.º           | Michael Matthews     | BikeExchange-Jayco | 275    |
| 5.º           | Tadej Pogačar        | UAE Emirates       | 225    |
| 6.º           | Mads Pedersen        | Trek-Segafredo     | 175    |
| 7.º           | Søren Kragh Andersen | DSM                | 150    |
| 8.º           | Wout van Aert        | Jumbo-Visma        | 125    |
| 9.º           | Jan Tratnik          | Bahrain Victorious | 100    |
| 10.º          | Arnaud Démare        | Groupama-FDJ       | 85     |